# Brushy Creek
Brushy Creek es un lugar designado por el censo del condado de Williamson, Texas, Estados Unidos. Según el censo de 2020, tiene una población de 22 519 habitantes.
En los Estados Unidos, un lugar designado por el censo (traducción literal de la frase en inglés census-designated place, CDP) es una concentración de población identificada por la Oficina del Censo exclusivamente para fines estadísticos. 

## Geografía
Está ubicado en las coordenadas 30°30′46″N 97°44′22″O / 30.51278, -97.73944 (30.51283, -97.739358). Según la Oficina del Censo de los Estados Unidos, tiene una superficie total de 16.8 km², de la cual 16.7 km² corresponden a tierra firme y 0.1 km² están cubiertos de agua.

## Demografía

### Censo de 2020
Según el censo de 2020, hay 22 519 personas residiendo en la zona. La densidad de población es de 1348 hab./km².
| Raza                   | Núm.   | Porc.  |
| ---------------------- | ------ | ------ |
| Blancos                | 14 269 | 63.36% |
| Afroamericanos         | 1155   | 5.13%  |
| Amerindios             | 94     | 0.42%  |
| Asiáticos              | 3052   | 13.55% |
| Isleños del Pacífico   | 20     | 0.09%  |
| De otras razas         | 863    | 3.83%  |
| De una mezcla de razas | 3066   | 13.62% |
| Total                  | 22 519 | 100%   |

Del total de la población, el 16.26% son hispanos o latinos de cualquier raza.

### Censo de 2010
Según el censo de 2010, en ese momento había 21 764 personas residiendo en la zona. La densidad de población era de 1200.28 hab./km². El 77.7% de los habitantes eran blancos, el 4.1% eran afroamericanos, el 0.53% eran amerindios, el 12.05% eran asiáticos, el 0.13% eran isleños del Pacífico, el 2.4% eran de otras razas y el 3.1% eran de una mezcla de razas. Del total de la población, el 13.12% eran hispanos o latinos de cualquier raza.